# Élections législatives de 1906 dans les Côtes-du-Nord
Les élections législatives dans les Côtes-du-Nord ont lieu les dimanche 6 mai 1906 et 20 mai 1906. Elles ont pour but d'élire les députés représentant le département à la Chambre des députés pour un mandat de quatre années.

## Élections partielles (1902-1906)

### Dinan-1
Albert Jacquemin (Progressiste) est décédé le 22 novembre 1902.
Charles Baudet (Radical) est élu lors de la partielle du 22 février 1903 par 6 508 voix contre 5 656 à M. de la Bintenaye sur 12 296 votants.

### Lannion-1
Henri Derrien (Monarchiste) est décédé le 7 octobre 1903.
Raymond Le Peletier de Rosanbo (Monarchiste) est élu lors de la partielle du 23 novembre 1903 par 5 633 voix sur 9 856 votants contre 4 054 à M. Auregan

## Députés sortants
| Députés | Députés                        | Parti                 | Fonctions lors de l'élection en 1906                                        |
| ------- | ------------------------------ | --------------------- | --------------------------------------------------------------------------- |
|         | Charles Baudet                 | Radical-socialiste    | Conseiller général et maire de Caulnes. Médecin.                            |
|         | Paul Le Troadec                | Radical               | Conseiller général et maire de Lézardrieux. Agriculteur.                    |
|         | Louis Armez                    | Républicain de gauche | Conseiller général de Paimpol, maire de Plourivo. Ingénieur.                |
|         | Eugène Mando                   | Progressiste          | Conseiller général de Plouguenast.                                          |
|         | Louis Ollivier                 | Action lib.           | Conseiller général de Saint-Brieuc-Nord. Avocat.                            |
|         | Louis Rolland du Roscoat       | Action lib.           | Conseiller général de Bourbriac, maire de Coadout. Propriétaire.            |
|         | Guillaume Limon                | Action lib.           | Propriétaire.                                                               |
|         | Raymond Le Peletier de Rosanbo | Monarchiste           | Conseiller général de Plestin-les-Grèves, maire de Lanvellec. Propriétaire. |
|         | Frédéric Rioust de Largentaye  | Action lib.-Déf. nat. | Conseiller général de Plancoët, maire de Saint-Lormel. Propriétaire.        |

## Mode de scrutin
L'élection se fait donc au scrutin d'arrondissement, soit un mode uninominal majoritaire à deux tours. 
La circonscription pour l'élection est l'arrondissement. 
Le scrutin est individuel, chaque arrondissement élisant un député. 
Les arrondissements qui ont plus de cent mille habitants sont divisés. Dans ce cas on élit un député par circonscription électorale crée.
Seul l'arrondissement de Loudéac n'est pas divisé en deux.
L'article 18 précise qu'il faut réunir pour être élu au premier tour :
1. La majorité absolue des suffrages exprimés ;
2. Un nombre de suffrages égal au quart des électeurs inscrits.

Au deuxième tour la majorité relative suffit. En cas d'égalité c'est le plus âgé qui est élu.

## Résultats par arrondissement

### Arrondissement de Dinan

#### 1recirconscription
Dinan-1 regroupe les cantons de Dinan-Ouest, Dinan-Est, Évran, Ploubalay et de Caulnes.
| Candidats      | Candidats             | Étiquette          | Premier tour | Premier tour |
| Candidats      | Candidats             | Étiquette          | Voix         | %            |
| -------------- | --------------------- | ------------------ | ------------ | ------------ |
|                | Charles Baudet *      | Radical-socialiste | 6 541        | 51,57        |
|                | Eugène Rosse-Lenouvel | Progresssiste      | 6 142        | 48,43        |
|                |                       |                    |              |              |
| Inscrits       | Inscrits              | Inscrits           | 16 442       | 100,00       |
| Votants        | Votants               | Votants            | 12 767       | 77,65        |
| Abstention     | Abstention            | Abstention         | 3 675        | 22,35        |
| Blancs et nuls | Blancs et nuls        | Blancs et nuls     | 84           | 0,66         |
| Exprimés       | Exprimés              | Exprimés           | 12 683       | 99,34        |

*sortant

#### 2ecirconscription
Dinan-2 regroupe les cantons de Broons, Jugon-les-Lacs, Matignon, Plancoët et de Plélan-le-Petit.
| Candidats      | Candidats                       | Étiquette             | Premier tour | Premier tour |
| Candidats      | Candidats                       | Étiquette             | Voix         | %            |
| -------------- | ------------------------------- | --------------------- | ------------ | ------------ |
|                | Frédéric Rioust de Largentaye * | Action lib.-Déf. nat. | 8 607        | 62,64        |
|                | Jules Jouanin                   | Républicain de gauche | 5 038        | 36,67        |
|                | Mr Folligné                     | Radical               | 95           | 0,69         |
|                |                                 |                       |              |              |
| Inscrits       | Inscrits                        | Inscrits              | 16 958       | 100,00       |
| Votants        | Votants                         | Votants               | 13 976       | 82,42        |
| Abstention     | Abstention                      | Abstention            | 2 982        | 17,58        |
| Blancs et nuls | Blancs et nuls                  | Blancs et nuls        | 236          | 1,69         |
| Exprimés       | Exprimés                        | Exprimés              | 13 740       | 98,31        |

*sortant

### Arrondissement de Guingamp

#### 1recirconscription
Guingamp-1 regroupe les cantons de Bégard, Belle-Isle-en-Terre, Guingamp, Plouagat et de Pontrieux.
| Candidats      | Candidats                  | Étiquette      | Premier tour | Premier tour |
| Candidats      | Candidats                  | Étiquette      | Voix         | %            |
| -------------- | -------------------------- | -------------- | ------------ | ------------ |
|                | Gustave de Kerguezec       | G. dém-Radical | 6 734        | 53,12        |
|                | Louis Rolland du Roscoat * | Action lib.    | 5 944        | 46,88        |
|                |                            |                |              |              |
| Inscrits       | Inscrits                   | Inscrits       | 16 467       | 100,00       |
| Votants        | Votants                    | Votants        | 12 825       | 77,88        |
| Abstention     | Abstention                 | Abstention     | 3 642        | 22,12        |
| Blancs et nuls | Blancs et nuls             | Blancs et nuls | 147          | 1,15         |
| Exprimés       | Exprimés                   | Exprimés       | 12 678       | 98,85        |

*sortant

#### 2ecirconscription
Guingamp-2 regroupe les cantons de Bourbriac, Callac, Maël-Carhaix, Rostrenen et de Saint-Nicolas-du-Pélem.
| Candidats      | Candidats        | Étiquette       | Premier tour | Premier tour |
| Candidats      | Candidats        | Étiquette       | Voix         | %            |
| -------------- | ---------------- | --------------- | ------------ | ------------ |
|                | Louis Ollivier * | Action libérale | 8 315        | 74,46        |
|                |                  |                 |              |              |
| Inscrits       | Inscrits         | Inscrits        | 17 654       | 100,00       |
| Votants        | Votants          | Votants         | 11 167       | 63,26        |
| Abstention     | Abstention       | Abstention      | 6 487        | 36,75        |
| Blancs et nuls | Blancs et nuls   | Blancs et nuls  | 2 852        | 25,54        |
| Exprimés       | Exprimés         | Exprimés        | 8 315        | 74,46        |

*sortant

### Arrondissement de Lannion

#### 1recirconscription
Lannion-1 regroupe les cantons de Lannion, Plestin-les-Grèves et de Plouaret.
| Candidats      | Candidats                        | Étiquette      | Premier tour | Premier tour |
| Candidats      | Candidats                        | Étiquette      | Voix         | %            |
| -------------- | -------------------------------- | -------------- | ------------ | ------------ |
|                | Raymond Le Peletier de Rosanbo * | Royal.         | 5 838        | 59,67        |
|                | Jules Hémeury                    | Radical        | 3 945        | 40,33        |
|                |                                  |                |              |              |
| Inscrits       | Inscrits                         | Inscrits       | 13 254       | 100,00       |
| Votants        | Votants                          | Votants        | 10 013       | 75,55        |
| Abstention     | Abstention                       | Abstention     | 3 241        | 24,45        |
| Blancs et nuls | Blancs et nuls                   | Blancs et nuls | 240          | 2,40         |
| Exprimés       | Exprimés                         | Exprimés       | 9 773        | 97,60        |

*sortant

#### 2ecirconscription
Lannion-2 regroupe les cantons de Lézardrieux, Perros-Guirrec, La Roche-Derrien et de Tréguier.
| Candidats      | Candidats         | Étiquette       | Premier tour | Premier tour |
| Candidats      | Candidats         | Étiquette       | Voix         | %            |
| -------------- | ----------------- | --------------- | ------------ | ------------ |
|                | Paul Le Troadec * | Radical         | 5 979        | 55,12        |
|                | Yves Lefiblec     | Action libérale | 4 868        | 44,88        |
|                |                   |                 |              |              |
| Inscrits       | Inscrits          | Inscrits        | 15 034       | 100,00       |
| Votants        | Votants           | Votants         | 10 904       | 72,53        |
| Abstention     | Abstention        | Abstention      | 4 130        | 27,47        |
| Blancs et nuls | Blancs et nuls    | Blancs et nuls  | 57           | 0,52         |
| Exprimés       | Exprimés          | Exprimés        | 10 847       | 99,48        |

*sortant

### Arrondissement de Loudéac
L’arrondissement de Loudéac regroupait les cantons de La Chèze, Collinée, Corlay, Gouarec, Loudéac, Merdrignac, Mûr-de-Bretagne, Plouguenast et d'Uzel.
| Candidats      | Candidats      | Étiquette      | Premier tour | Premier tour |
| Candidats      | Candidats      | Étiquette      | Voix         | %            |
| -------------- | -------------- | -------------- | ------------ | ------------ |
|                | Eugène Mando * | Progressiste   | 14 067       | 88,21        |
|                | Mr Mallet      | Soc. ind       | 1 881        | 11,79        |
|                |                |                |              |              |
| Inscrits       | Inscrits       | Inscrits       | 24 540       | 100,00       |
| Votants        | Votants        | Votants        | 17 620       | 71,80        |
| Abstention     | Abstention     | Abstention     | 6 920        | 28,20        |
| Blancs et nuls | Blancs et nuls | Blancs et nuls | 1 672        | 9,49         |
| Exprimés       | Exprimés       | Exprimés       | 15 948       | 90,51        |

*sortant

### Arrondissement de Saint-Brieuc

#### 1recirconscription
Saint-Brieuc-1 regroupait les cantons de Châtelaudren, Étables, Lanvollon, Paimpol, Plouha et de Saint-Brieuc-Nord.
| Candidats      | Candidats               | Étiquette             | Premier tour | Premier tour |
| Candidats      | Candidats               | Étiquette             | Voix         | %            |
| -------------- | ----------------------- | --------------------- | ------------ | ------------ |
|                | Louis Armez *           | Républicain de gauche | 7 771        | 50,17        |
|                | Charles Meunier-Surcouf | Action libérale       | 7 585        | 48,97        |
|                | Paul Boyer              | SFIO                  | 132          | 0,85         |
|                |                         |                       |              |              |
| Inscrits       | Inscrits                | Inscrits              | 23 232       | 100,00       |
| Votants        | Votants                 | Votants               | 15 546       | 66,92        |
| Abstention     | Abstention              | Abstention            | 7 686        | 33,08        |
| Blancs et nuls | Blancs et nuls          | Blancs et nuls        | 38           | 0,24         |
| Exprimés       | Exprimés                | Exprimés              | 15 508       | 99,76        |

*sortant

#### 2ecirconscription
Saint-Brieuc-2 regroupait les cantons de Lamballe, Moncontour, Pléneuf, Plœuc, Quintin et de Saint-Brieuc-Midi.
| Candidats      | Candidats         | Étiquette      | Premier tour | Premier tour |
| Candidats      | Candidats         | Étiquette      | Voix         | %            |
| -------------- | ----------------- | -------------- | ------------ | ------------ |
|                | Guillaume Limon * | Action lib.    | 11 574       | 60,46        |
|                | Julien Saintilan  | Radical        | 6 887        | 35,98        |
|                | Frédéric Courtel  | SFIO           | 449          | 2,35         |
|                | Louis Derlot      | Soc. ind       | 192          | 1,00         |
|                |                   |                |              |              |
| Inscrits       | Inscrits          | Inscrits       | 24 824       | 100,00       |
| Votants        | Votants           | Votants        | 19 311       | 77,79        |
| Abstention     | Abstention        | Abstention     | 5 513        | 22,21        |
| Blancs et nuls | Blancs et nuls    | Blancs et nuls | 167          | 0,86         |
| Exprimés       | Exprimés          | Exprimés       | 19 144       | 99,14        |

*sortant

## Députés élus
| Députés | Députés                          | Parti                         | Fonctions lors de l'élection en 1906                                        |
| ------- | -------------------------------- | ----------------------------- | --------------------------------------------------------------------------- |
|         | Charles Baudet *                 | Radical-socialiste            | Conseiller général et maire de Caulnes. Médecin.                            |
|         | Paul Le Troadec *                | Radical                       | Conseiller général et maire de Lézardrieux. Agriculteur.                    |
|         | Gustave de Kerguezec             | Républicain de gauche-Radical | Conseiller général et maire de Tréguier. Propriétaire et Publiciste.        |
|         | Louis Armez *                    | Républicain de gauche         | Conseiller général de Paimpol, maire de Plourivo. Ingénieur.                |
|         | Eugène Mando *                   | Progressiste                  | Conseiller général de Plouguenast.                                          |
|         | Louis Ollivier *                 | Action libérale               | Conseiller général de Saint-Brieuc-Nord. Avocat.                            |
|         | Guillaume Limon *                | Action libérale               | Propriétaire.                                                               |
|         | Raymond Le Peletier de Rosanbo * | Monarchiste                   | Conseiller général de Plestin-les-Grèves, maire de Lanvellec. Propriétaire. |
|         | Frédéric Rioust de Largentaye *  | Action libérale-National.     | Conseiller général de Plancoët, maire de Saint-Lormel. Propriétaire.        |